# 慕尼黑犹太博物馆

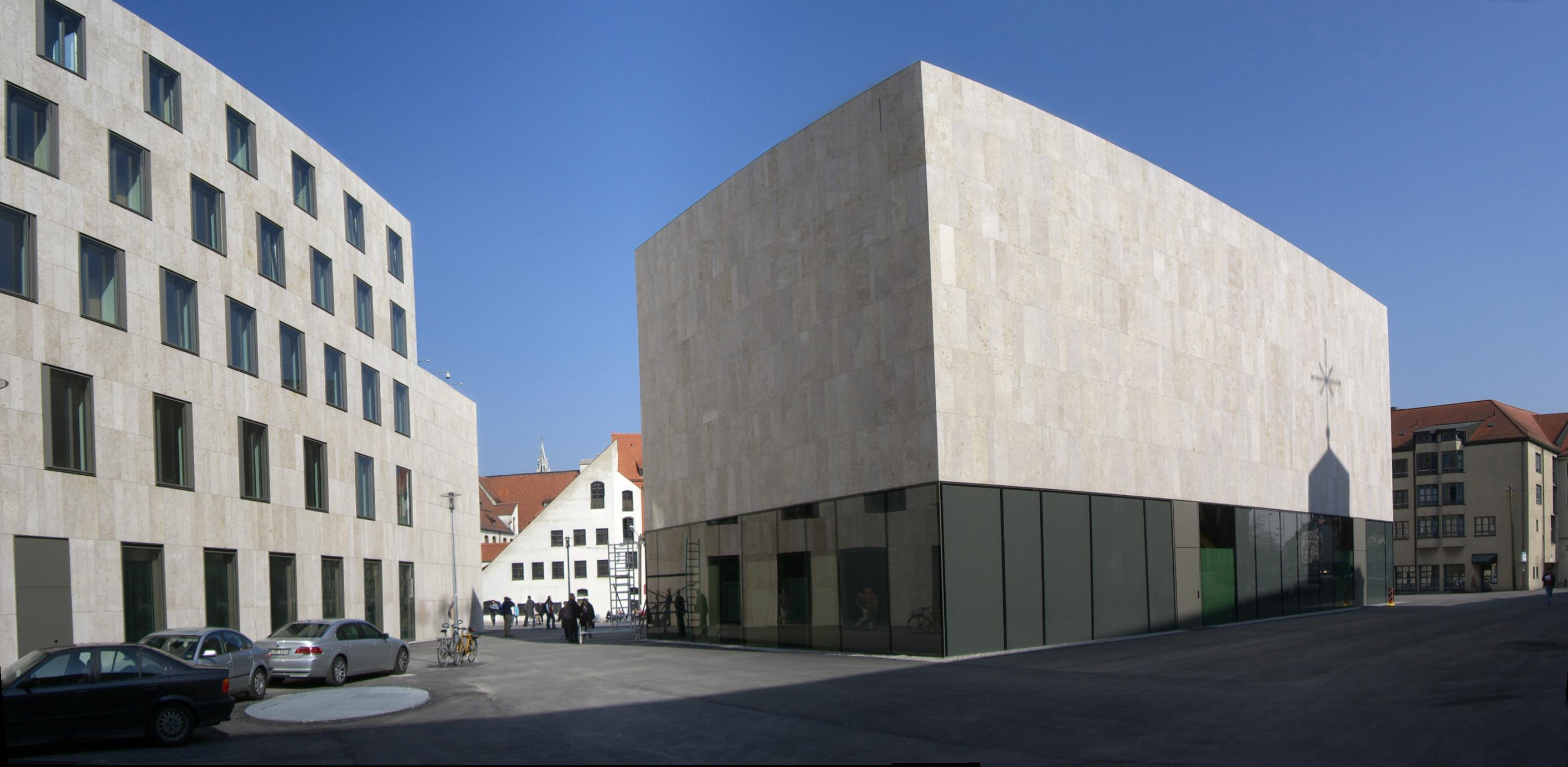
犹太社区中心 （左）和慕尼黑犹太博物馆（右）

48°8′4″N 11°34′21″E / 48.13444°N 11.57250°E
慕尼黑犹太博物馆 (希伯來語：‎)，提供慕尼黑的犹太历史的概要，是该市的新犹太中心的一部分位于德国慕尼黑圣雅各广场（Sankt-Jakobs-Platz）。它坐落在慕尼黑和上巴伐利亚犹太社区的主要犹太会堂雅各帐篷会堂（Ohel Jakob）和犹太社区中心之间，开设一所公立小学及幼稚园、青年中心、社区礼堂、犹太洁食餐厅。博物馆建于2004年，直到2007年3月22日落成，由慕尼黑市经营。

## 历史
虽然早在1928年就有建立犹太博物馆的计划，但直到1980年代初，才有画廊所有者理查德·格林在马克西米利安大街一个小空间开设了一个私人犹太博物馆。随着私人收藏品的普及，需要一个更大的公共博物馆变得明显。然而，由于经济原因，格林的私人博物馆在十年后关闭，犹太人社区将收藏品转移到了Reichenbachstraße 27号的一个临时展览空间，慕尼黑城市博物馆与城市档案馆合作，在那里举办展览和活动。2006年春天，慕尼黑市决定建立一个市立犹太博物馆，作为圣雅各广场的新犹太中心的一部分。 

## 建筑
慕尼黑犹太博物馆是由三座建筑物组成的建筑群的一部分，由建筑师 Rena  Wandel-Hoefer 和沃尔夫冈 Lorch 设计，他们在2001年7月6日的建筑竞赛中被授予合同。博物馆设计成独立的立方体，有一个透明的底层大堂。两个顶层设有可变展览、学习中心和图书馆。博物馆的永久展览位于低层。它的造价约1720万欧元，资金由慕尼黑市提供。

## 展览
永久展览提供了慕尼黑犹太历史的概览，特别侧重于犹太宗教，其一年一度的节日和割礼、成人礼、婚礼和葬礼等仪式。